# A Stanley család
A Stanley család (eredeti cím: The Stanley Dynamic) kanadai vegyes technikájú tévéfilmsorozat, amelyben valós és rajzolt díszletek, élő és rajzolt szereplők közösen láthatóak. Kanadában a YTV vetítette, Magyarországon pedig a Megamax sugározta.

## Szereplők
| Szereplő      | Színész(nő) / Eredeti hang | Magyar hang | Leírás |
| ------------- | -------------------------- | ----------- | ------ |
| Luke Stanley  | Taylor Abrahamse           |             |        |
| Lori Stanley  | Madison Ferguson           |             |        |
| Larry Stanley | Charles Vandervaart        |             |        |
| Lane Stanley  | Michael Barbuto            |             |        |
| Lisa Stanley  | Kate Hewlett               |             |        |

## Epizódok
1. Az első rész
2. Családi vállalkozás
3. A randi
4. A betegnap
5. Családi viszály
6. Mázlipóló
7. A játékest
8. A nagy rablás
9. Az új duma
10. A bizonyítvány
11. Az éjszakázás
12. A vendég
13. A szomszédok
14. Bekasznizva
15. A tudományos verseny
16. A cserediák
17. Szuperhősök
18. A nagypapa
19. A kidobós
20. A kísértetház
21. A hipnózis
22. A nyomozás
23. A főzőverseny
24. Reneszánszemberek
25. A kirándulás
26. Karácsony